# تيرنوفا
تيرنوفا هي قرية تقع في إقليم أراد في رومانيا. تبعد عن أراد 44 كم.

## السكان
حسب إحصائيات 2002 بلغ عدد سكان القرية 6,240 نسمة.